# Термоэлектрогенератор
Термоэлектрогенератор — техническое устройство (электрический генератор), предназначенное для прямого преобразования тепловой энергии в электричество посредством использования в его конструкции термоэлементов (термоэлектрических материалов).

## История изобретения термоэлектрогенераторов
В 1821 году немецкий физик Томас Иоганн Зеебек обнаружил, что температурный градиент, образованный между двумя разнородными проводниками, может производить электричество. В 1822 году он опубликовал результаты своих опытов в статье «К вопросу о магнитной поляризации некоторых металлов и руд, возникающей в условиях разности температур», опубликованной в докладах Прусской академии наук. В основе термоэлектрического эффекта Зеебека лежит тот факт, что температурный градиент в токопроводящем материале вызывает тепловой поток; это приводит к переносу носителей заряда. Поток носителей заряда между горячими и холодными областями, в свою очередь, создает разность потенциалов.
В 1834 году Жан-Шарль Пельтье обнаружил обратный эффект, при котором происходит выделение или поглощение тепла при прохождении электрического тока через контакт двух разнородных проводников.

## Типы применяемых термоэлектрогенераторов
- Топливные: тепло от сжигания топлива (природный газ, нефть, уголь) и тепло от горения пиротехнических составов (шашек).
- Радиоизотопные: тепло от распада изотопов (распад не контролируется и работа определяется периодом полураспада).
- Атомные: тепло ядерного реактора (уран-233, уран-235, плутоний-238, торий), как правило, здесь термоэлектрогенератор — вторая и третья ступень преобразования.
- Солнечные: тепло от солнечных коллекторов (зеркала, линзы, тепловые трубы).

- Утилизационные: тепло из любых источников, выделяющих сбросное тепло (выхлопные и печные газы, тепло керосиновых ламп и др).
- Градиентные: основанные на естественном перепаде температур между окружающей средой и помещением (оборудованием, технологическим трубопроводом с тёплой перемещаемой средой и т.д.) с применением первоначального пускового тока. В основе данного типа термоэлектрогенераторов — использование части полученной электрической энергии от эффекта Зеебека для преобразования в тепловую по закону Джоуля-Ленца.
- Термосифонные: использование естественного тепла земли или воды, в случае отрицательных наружных температур. Тепловая энергия земли, посредством термосифона, установленного в скважину, доставляется к термоэлектрическому генератору, оборудованному радиатором с воздушным оребрением. За счет разницы температур генерируется электрическая энергия.

## Полупроводниковые материалы для прямого преобразования энергии
Для термоэлектрогенераторов используются полупроводниковые термоэлектрические материалы, обеспечивающие наиболее высокий коэффициент преобразования тепла в электричество. Список веществ, имеющих термоэлектрические свойства, достаточно велик (тысячи сплавов и соединений), но лишь немногие из них могут использоваться для преобразования тепловой энергии. Современная наука постоянно изыскивает новые и новые полупроводниковые композиции и прогресс в этой области обеспечивается не столько теорией, сколько практикой, ввиду сложности физических процессов, происходящих в термоэлектрических материалах. Определённо можно сказать, что на сегодняшний день не существует термоэлектрического материала, в полной мере удовлетворяющего промышленность своими свойствами, и главным способом в создании такого материала является эксперимент. Важнейшими свойствами полупроводникового материала для термоэлектрогенераторов являются:
- КПД: желателен как можно более высокий КПД;
- Технологичность: возможность любых видов обработки;
- Стоимость: желательно отсутствие в составе редких элементов или их меньшее количество, достаточная сырьевая база (для расширения сфер ассимиляции и доступности);
- Коэффициент термо-ЭДС: желателен как можно более высокий коэффициент термо-ЭДС (для упрощения конструкции);
- Токсичность: желательно отсутствие или малое содержание токсичных элементов (например: свинец, висмут, теллур, селен) или их инертное состояние (в составе сплавов);
- Рабочие температуры: желателен как можно более широкий температурный диапазон для использования высокопотенциального тепла и, следовательно, увеличения преобразуемой тепловой мощности.

## Пути развития и повышения КПД
- Эффективный термоэлектрический материал: КПД преобразования, термо-ЭДС, пластичность, тонкоплёночное исполнение.
- Эффективный и совместимый с теплообменником жидкометаллический теплоноситель.
- Расширение использования высококачественной керамики в конструкции ТЭГ.
- Унификация узлов, приспособленных для разных случаев применения.
- Предельное повышение энергоплотности ТЭГов до уровня автомобильных и авиационных двигателей и выше.

| Типы термоэлектрогенераторов и основных составляющих генераторных узлов | 1965 год. | 1970 год. | 1975 год. | 1980 год. | Карно. |
| ----------------------------------------------------------------------- | --------- | --------- | --------- | --------- | ------ |
| Солнечная энергия без концентрации                                      | 0,8       | 0,85      | 0,9       | 0,92      | 0,96   |
| Солнечная энергия с концентрацией                                       | 0,65      | 0,7       | 0,75      | 0,8       | 0,9    |
| Газовые горелки                                                         | 0,5       | 0,6       | 0,65      | 0,7       | 0,8    |
| Газовые топки                                                           | 0,75      | 0,8       | 0,85      | 0,9       | 0,92   |
| Изотопы                                                                 | 0,8       | 0,85      | 0,9       | 0,95      | 1,00   |
| Атомные реакторы                                                        | 0,75      | 0,8       | 0,85      | 0,95      | 1,00   |
| Низкотемпературные термоэлектрические материалы                         | 0,06      | 0,08      | 0,1       | 0,12      | 0,5    |
| Среднетемпературные термоэлектрические материалы                        | 0,04      | 0,06      | 0,08      | 0,1       | 0,35   |
| Высокотемпературные термоэлектрические материалы                        | 0,04      | 0,05      | 0,06      | 0,07      | 0,23   |
| Каскадные термоэлементы                                                 | 0,12      | 0,14      | 0,18      | 0,20      | 0,77   |
| Коммутация термоэлектрических батарей                                   | 0,9       | 0,93      | 0,95      | 0,98      | 0,99   |
| Изоляция термоэлектрических батарей                                     | 0,9       | 0,92      | 0,95      | 0,97      | 1,00   |
| Тепловой контакт                                                        | 0,9       | 0,93      | 0,95      | 0,97      | 0,99   |
| Теплоноситель                                                           | 0,9       | 0,92      | 0,93      | 0,94      | 0,98   |
| Охлаждающее оребрение наземное                                          |           | 0,55      | 0,6       |           |        |
| Охлаждающее оребрение космическое                                       |           | 0,8       | 0,85      |           |        |
| Солнечный космический термоэлектрогенератор без концентратора           | 0,016     | 0,025     | 0,035     | 0,045     | 0,16   |
| Солнечный космический термоэлектрогенератор с концентратором            | 0,017     | 0,029     | 0,043     | 0,061     | 0,25   |
| Солнечный наземный термоэлектрогенератор с концентратором               | 0,029     | 0,044     | 0,088     | 0,145     | 0,59   |
| Газовый термоэлектрогенератор с оребрением                              | 0,013     | 0,023     | 0,030     | 0,043     | 0,20   |
| Газовый термоэлектрогенератор с теплоносителем                          | 0,02      | 0,035     | 0,073     | 0,175     | 0,57   |
| Радиоизотопный термоэлектрогенератор с оребрением                       | 0,021     | 0,032     | 0,049     | 0,12      | 0,36   |
| Радиоизотопный термоэлектрогенератор с теплоносителем                   | 0,032     | 0,075     | 0,129     | 0,24      | 0,71   |
| Реакторный космический термоэлектрогенератор                            | 0,016     | 0,023     | 0,044     | 0,113     | 0,36   |
| Реакторный наземный термоэлектрогенератор                               | 0,03      | 0,047     | 0,121     | 0,24      | 0,71   |
| Термоэлектрогенератор типа парового котла                               |           |           |           | 0,226     | 0,66   |

- Примечание: Коэффициент Карно = 1 соответствует 100 %.

Из таблицы заметен существенный рост КПД, связанный прежде всего с тщательным совершенствованием технологий изготовления материалов, рациональным исполнением конструкций, развитием материаловедения в области термоэлектричества.

## Области применения термоэлектрогенераторов
Радиоизотопные термоэлектрогенераторы применяются в качестве бортовых источников электропитания космических аппаратов, предназначенных для исследования удалённых от Солнца областей Солнечной системы. В частности, такие генераторы, использующие тепло плутониевых тепловыделяющих элементов, установлены на космических аппаратах «Кассини» и «Новые горизонты». В прошлом подобные устройства применялись и на Земле — в навигационных маяках, радиомаяках, метеостанциях и подобном оборудовании, установленном в местности, где по техническим или экономическим причинам нет возможности воспользоваться другими источниками электропитания (напр., Крайний Север).
В последние годы термоэлектрические генераторы получили применение в автомобильной технике для рекуперации тепловой энергии, например для утилизации тепла элементов выхлопной системы.